# Rhipidia (Rhipidia) aspilota
Rhipidia (Rhipidia) aspilota is een tweevleugelige uit de familie steltmuggen (Limoniidae). De soort komt voor in het Neotropisch gebied.